# Stazione di Isesaki
La stazione di Isesaki (伊勢崎駅?, Isesaki-eki) è una stazione ferroviaria di interscambio di Isesaki, nella prefettura di Gunma gestita dalla JR East e dalle Ferrovie Tōbu.

## Linee
JR East
■ Linea Ryōmō
 Ferrovie Tōbu
■ Linea Tōbu Isesaki

## Struttura
La stazione della JR East fu aperta il 20 novembre 1889. La stazione della Tōbu Railway fu aperta il 13 luglio 1910.
Le due aree di stazione sono rimaste separate fino al 19 ottobre 2013 dal 2014 le due compagnie condividono lo stesso fabbricato, con aree separate per l'accesso ai rispettivi binari. I binari della linea JR sono in viadotto, e sono tre (di cui uno con due banchine, e quindi numerato 2 e 3 a seconda del lato), con due marciapiedi a isola; anche quelli della linea Isesaki sono in sopraelevamento.

### Stazione JR
| Binario | Linea         | Destinazioni principali            |
| ------- | ------------- | ---------------------------------- |
| 1-2     | ■ Linea Ryōmō | Maebashi, Shin-Maebashi e Takasaki |
| 3-4     | ■ Linea Ryōmō | Kiryū, Ashikaga, Sano e Oyama      |

### Stazione Tōbu
| Binario | Linea                | Destinazioni principali |
| ------- | -------------------- | ----------------------- |
| 1-2     | ■ Linea Tōbu Isesaki | Ōta e Tatebayashi       |

## Stazioni adiacenti
| «                  | Servizio    | »           |
| Linea Ryōmō        | Linea Ryōmō | Linea Ryōmō |
| ------------------ | ----------- | ----------- |
| Komagata           | -           | Kunisada    |
| Linea Tōbu Isesaki |             |             |
| Shin-Isesaki       | -           | Capolinea   |